# Дубіштя-де-Педуре
Дубіштя-де-Педуре (рум. Dubiștea de Pădure) — село у повіті Муреш в Румунії. Входить до складу комуни Ходак.
Село розташоване на відстані 274 км на північ від Бухареста, 40 км на північний схід від Тиргу-Муреша, 103 км на схід від Клуж-Напоки, 134 км на північ від Брашова.

## Населення
За даними перепису населення 2002 року у селі проживали 439 осіб, з них 436 осіб (99,3%) румунів. Рідною мовою 437 осіб (99,5%) назвали румунську.